# Love Industry
Love Industry – firma zajmująca się produkcją, promocją i wydawaniem muzyki z siedzibą w Łodzi, założona w 2008 roku przez Macieja Werka (lider grupy Hedone). Wytwórnia została rozwiązana.  
W strukturze Love Industry działał m.in. LABEL Love Industry – niezależna wytwórnia płytowa prowadzona wspólnie przez Macieja Werka i Marcina Tercjaka. Marcin Tercjak pełnił również funkcję koordynatora promocji i kontaktów medialnych dla firmy Love Industry. Wytwórnia LABEL Love Industry wydała płyty zespołów (część pod szyldem Pop Industry): Psychocukier, Daimonion, 19 Wiosen, Vixo, 1984, Wańka Wstańka, Kosmofski i Muniek (czyli Ziemowit Kosmowski i Zygmunt Staszczyk), Samokhin Band oraz Hedone.
Firma Love Industry zajmowała się także komponowaniem muzyki i piosenek do reklam i muzyki ilustracyjnej do filmów.